# Australia (film 2008)

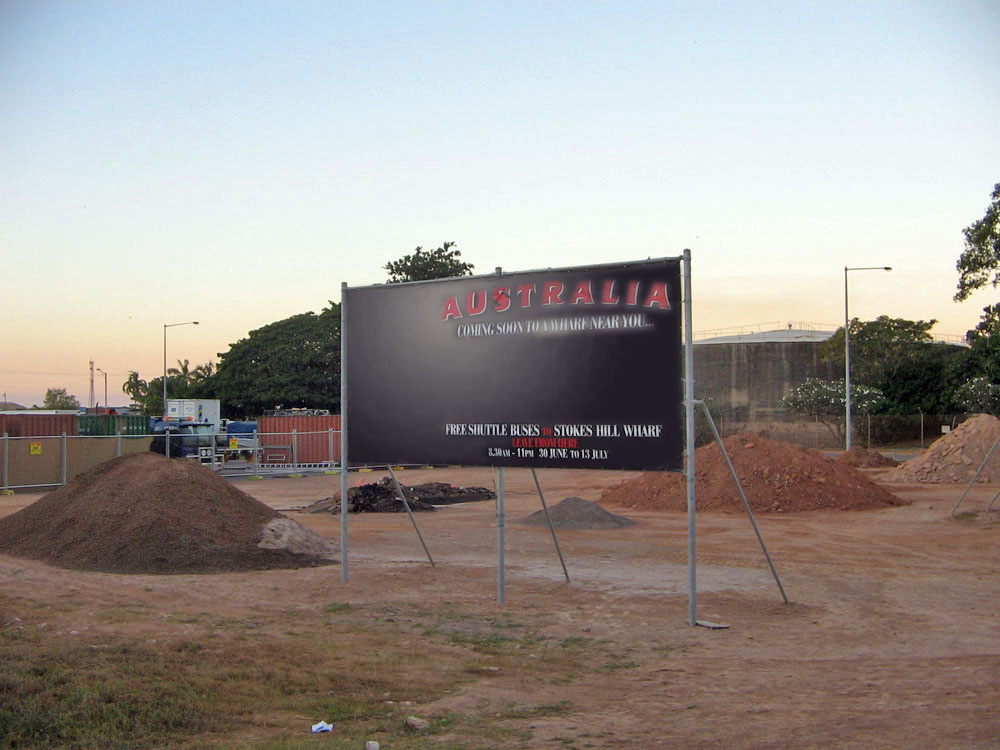
Billboard reklamujący film w australijskim Darwin.

Australia – amerykańsko-australijski melodramat w reżyserii Baza Luhrmanna z głównymi rolami Nicole Kidman i Hugh Jackmana. Scenariusz opracował m.in. Ronald Harwood autor scenariusza do Pianisty Romana Polańskiego. Polska premiera filmu odbyła się 26 grudnia 2008 roku.

## Fabuła
Północna Australia, rok 1939, trwa II wojna światowa. Lady Sarah Ashley (Nicole Kidman), brytyjska arystokratka, dziedziczka farmy bydlęcej, niespodziewanie zostaje wdową. Na dodatek brytyjscy magnaci postanowili odebrać jej ziemię. Kobieta nie poddaje się i łączy swe siły (niechętnie) z poganiaczem bydła Droverem (Hugh Jackman). Razem pędzą ponad 1500 sztuk bydła przez setki mil australijskich ziem. Gdy docierają do Darwin, miasto zostaje zbombardowane przez japońskie lotnictwo, które kilka miesięcy wcześniej zniszczyło Pearl Harbor. Oboje angażują się w walkę, nie tylko z wrogiem, ale i o własne wspólne szczęście.

## Obsada
- Nicole Kidman – lady Sarah Ashley
- Hugh Jackman – Drover
- David Wenham – Neil Fletcher
- Jack Thompson – Kipling Flynn
- Bryan Brown – King Carney
- Brandon Walters – Nullah
- David Gulpilil – King George
- Essie Davis – Cath Carney
- Ben Mendelsohn – kapitan Dutton
- Jacek Koman – Ivan
- David Ngoombujarra – Magarri

## Produkcja
Pierwotnie Baz Luhrmann planował nakręcić widowiskowy film o Aleksandrze Wielkim z rolami Leonardo DiCaprio i Nicole Kidman według scenariusza Davida Hare’a. Jednak reżyser oraz studio zrezygnowało z projektu, ze względu na wyprodukowanie wcześniej filmu Olivera Stone’a o tej samej tematyce.
Gdy prace na planie ruszyły, ekipa musiała opuścić plener, gdyż okolice nawiedziła pierwsza od ponad 100 lat powódź.

## Premiera
Studio 20th Century Fox prognozowało 5-dniowe otwarcie filmu w kinach na 18 milionów USD. Jednak film nie ściągnął ludzi do kin i zarobił niecałe 2,5 miliona USD.